# Walk the Prank
A Walk the Prank amerikai televíziós filmsorozat, amelynek alkotói Trevor Moore és Adam Small voltak. A producere Walter Barnett volt. A főszerepeket Cody Veith, Bryce Gheisar, Brandon Severs, Jillian Shea Spaeder és Tobie Windham játszotta. A show-t Trevor Moore és az Adam Small készítette. 
Amerikában 2016. április 6-tól a Disney XD tűzte műsorra. Magyarországon még nem adták.

## Szereplők
| Szereplő       | Színész              |
| -------------- | -------------------- |
| Chance         | Cody Veith           |
| Herman         | Bryce Gheisar        |
| Dusty          | Brandon Severs       |
| Bailey         | Jillian Shea Spaeder |
| Will nagybácsi | Tobie Windham        |

## Évados áttekintés
| Évad | Évad | Epizódok | Eredeti sugárzás | Eredeti sugárzás   | Magyar sugárzás | Magyar sugárzás |
| Évad | Évad | Epizódok | Évadpremier      | Évadfinálé         | Évadpremier     | Évadfinálé      |
| ---- | ---- | -------- | ---------------- | ------------------ | --------------- | --------------- |
|      | 1    | 19       | 2016. április 6. | 2016. november 10. | TBA             | TBA             |
|      | 2    | TBA      | 2017. április 1. | TBA                | TBA             | TBA             |

### 1. évad
| #   | #   | Hivatalos epizódcím                      | Magyar cím | Eredeti premier      | Magyar premier |
| --- | --- | ---------------------------------------- | ---------- | -------------------- | -------------- |
| 1.  | 1.  | Welcome to Walk the Prank                |            | 2016. április 6.     |                |
| 2.  | 2.  | Crushed                                  |            | 2016. április 13.    |                |
| 3.  | 3.  | A Moving Situation                       |            | 2016. április 20.    |                |
| 4.  | 4.  | School Clubbing                          |            | 2016. április 27.    |                |
| 5.  | 5.  | Adventures in Babysitting                |            | 2016. június 17.     |                |
| 6.  | 6.  | LOL the Vote                             |            | 2016. július 5.      |                |
| 7.  | 7.  | Fish You Were Here                       |            | 2016. július 6.      |                |
| 8.  | 8.  | Baby Please                              |            | 2016. július 7.      |                |
| 9.  | 9.  | The Moustached Kid                       |            | 2016. július 8.      |                |
| 10. | 10. | Bailey's Band                            |            | 2016. július 12.     |                |
| 11. | 11. | Wigging Out                              |            | 2016. július 13.     |                |
| 12. | 12. | Spoiler Alert                            |            | 2016. július 14.     |                |
| 13. | 13. | Whatever Gets You Through the Night      |            | 2016. július 15.     |                |
| 14. | 14. | Gradma's Here to Stay                    |            | 2016. szeptember 26. |                |
| 15. | 15. | Prank or Treat                           |            | 2016. október 10.    |                |
| 16. | 16. | So You Think You Can Middle School Dance |            | 2016. november 7.    |                |
| 17. | 17. | Stuck                                    |            | 2016. november 8.    |                |
| 18. | 18. | Blind Date                               |            | 2016. november 9.    |                |
| 19. | 19. | Up All-Nighter                           |            | 2016. november 10.   |                |

### 2. évad
| #   | #   | Eredeti cím                               | Magyar cím | Eredeti premier     | Magyar premier |
| --- | --- | ----------------------------------------- | ---------- | ------------------- | -------------- |
| 20. | 1.  | Dino Safari VR                            |            | 2017. április 1.    |                |
| 21. | 2.  | Party at Gordy's                          |            | 2017. április 1.    |                |
| 22. | 3.  | Dear Me                                   |            | 2017. április 8.    |                |
| 23. | 4.  | Party Hearty                              |            | 2017. április 8.    |                |
| 24. | 5.  | A Very Vlad Joke                          |            | 2017. április 15.   |                |
| 25. | 6.  | Allowance Drama                           |            | 2017. április 15.   |                |
| 26. | 7.  | Teachers Break Their Promises             |            | 2017. április 22.   |                |
| 27. | 8.  | Anne Comes to School                      |            | 2017. április 22.   |                |
| 28. | 9.  | Will vs. Will                             |            | 2017. április 29.   |                |
| 29. | 10. | K.C. Undercover Edition                   |            | 2017. május 27.     |                |
| 30. | 11. | Herman Gets Shredded                      |            | 2017. július 29.    |                |
| 31. | 12. | Float Like a Butterfly, Sting Like a Flea |            | 2017. július 29.    |                |
| 32. | 13. | The Earth Gets Mooned                     |            | 2017. augusztus 21. |                |
| 33. | 14. | Walk the Prank: NFL Edition               |            | 2017. szeptember 2. |                |
| 34. | 15. | No Debating Bailey                        |            | 2017. október 2.    |                |
| 35. | 16. | A Star Is Not Born                        |            | 2017. október 23    |                |
| 36. | 17. | Death of a Lima Bean                      |            | 2017. október 4.    |                |
| 37. | 18. | Can't Crush This                          |            | 2017. október 5.    |                |
| 38. | 19. | A Night Witch You'll Always Remember      |            | 2017. október 9.    |                |
| 39. | 20. | The Rise and Fall of Courtney Lynn        |            | 2017. október 10.   |                |
| 40. | 21. | Big Mother Is Watching                    |            | 2017. október 11.   |                |
| 41. | 22. | Follow Your Memes                         |            | 2017. október 12.   |                |
| 42. | 23. | End of the World (Wide Web)               |            | 2017. október 16.   |                |
| 43. | 24. | An Alarming Situation                     |            | 2017. október 17.   |                |
| 44. | 25. | Walk the Prank:WWE Edition                |            | 2017. november 18.  |                |
| 45. | 26. | Too Cool for High School                  |            | 2018. január 27.    |                |